# 500-km-Rennen von Zeltweg 1968

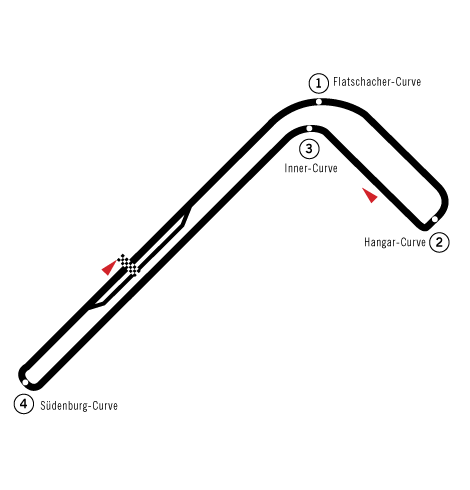
Streckenlayout

Das 500-km-Rennen von Zeltweg, auch Großer Preis von Österreich (FIA-Weltmeisterschaftslauf für Sportwagen and Prototypen, 500-km-Rennen von Zeltweg), Zeltweg, wurde am 25. August 1968 auf dem Flughafen Zeltweg ausgefahren. Es war der 9. Wertungslauf der Sportwagen-Weltmeisterschaft dieses Jahres.

## Das Rennen
Die Werksmannschaft von Porsche nutzte die Abwesenheit des Teams von John Wyer zu einem Doppelsieg. Jo Siffert siegte als Alleinfahrer im Porsche 908 vor dem Duo Hans Herrmann/Kurt Ahrens im selben Rennwagenmodell. Dritter wurde Paul Hawkins in seinem privat gemeldeten Ford GT40.

## Ergebnisse

### Schlussklassement
| 1               | P 3.0 | 1  | Porsche System Engineering Ltd. | Jo Siffert                         | Porsche 908          | 157 |
| 2               | P 3.0 | 3  | Porsche System Engineering Ltd. | Hans Herrmann Kurt Ahrens          | Porsche 908          | 157 |
| 3               | S 5.0 | 20 | Paul Hawkins                    | Paul Hawkins                       | Ford GT40            | 152 |
| 4               | P 3.0 | 6  | Racing Team VDS                 | Teddy Pilette                      | Alfa Romeo T33/2 2.5 | 152 |
| 5               | P 2.0 | 10 | IGFA Racing Team                | Willi Kauhsen Karl von Wendt       | Porsche 910          | 147 |
| 6               | P 2.0 | 9  | Hart Ski-Racing Team            | Rico Steinemann Dieter Spoerry     | Porsche 910          | 146 |
| 7               | P 2.0 | 12 | Gerhard Koch                    | Gerhard Koch                       | Porsche 910          | 146 |
| 8               | P 3.0 | 2  | Porsche System Engineering Ltd. | Vic Elford                         | Porsche 908          | 146 |
| 9               | S 2.0 | 16 | Bosch Racing Team               | Helmut Marko Gerold Pankl          | Porsche 906          | 145 |
| 10              | S 2.0 | 15 | Peter Peter                     | Peter Peter Werner Riedl           | Porsche 906          | 143 |
| 11              | S 2.0 | 14 | Scuderia Lufthansa              | Hans-Dieter Dechent Reinhold Joest | Porsche 906          | 132 |
| 12              | P 2.0 | 8  | Racing Team VDS                 | Serge Trosch                       | Alfa Romeo T33/2     | 124 |
| Ausgefallen     |       |    |                                 |                                    |                      |     |
| 13              | P 3.0 | 4  | Porsche System Engineering Ltd. | Jochen Neerpasch Rudi Lins         | Porsche 908          | 115 |
| 14              | S 5.0 | 21 | Ecurie Bonnier                  | Jo Bonnier                         | Lola T70 Mk.3 GT     | 85  |
| 15              | P 2.0 | 11 | William Bradley                 | William Bradley Tony Dean          | Porsche 910          | 69  |
| 16              | S 2.0 | 18 | Valvoline Rar-Team              | Horst Mundschitz                   | Lotus 47             | 63  |
| 17              | S 5.0 | 22 | Edward Nelson-Racing            | Edward Nelson                      | Ford GT40            | 63  |
| 18              | P 3.0 | 5  | Automobiles Alpine Renault      | Mauro Bianchi André de Cortanze    | Alpine A220          | 27  |
| 19              | S 5.0 | 23 | Mike De Udy                     | Mike De Udy                        | Ford GT40            | 1   |
| Nicht gestartet |       |    |                                 |                                    |                      |     |
| 20              | S 2.0 | 17 | The Vienna Sports-Car-Club      | Adolf Deutsch Willi Deutsch        | Lotus Europa         | 1   |

1 nicht am Training teilgenommen

### Nur in der Meldeliste
Hier finden sich Teams, Fahrer und Fahrzeuge, die ursprünglich für das Rennen gemeldet waren, aber aus den unterschiedlichsten Gründen daran nicht teilnahmen.
| Pos. | Klasse | Nr. | Team                  | Fahrer                        | Chassis          |
| ---- | ------ | --- | --------------------- | ----------------------------- | ---------------- |
| 21   | P 3.0  | 6   | Alan Mann Racing Ltd. | Richard Attwood Frank Gardner | Ford F3L P68     |
| 22   | P 3.0  | 7   | Alan Mann Racing Ltd. |                               | Ford F3L P68     |
| 23   | S 2.0  | 17  | Team Elite            | Trevor Taylor                 | Lotus 47         |
| 24   | S 5.0  | 18  | Jacky Ickx            | Jacky Ickx                    | Ford GT40        |
| 25   | S 5.0  | 19  | David Piper           | David Piper                   | Ferrari 250LM    |
| 26   | S 5.0  | 22  | Drury Terenz          | Terry Drury                   | Ford GT40        |
| 27   | S 5.0  | 23  | Ulf Norinder          | Ulf Norinder                  | Lola T70 Mk.3 GT |

### Klassensieger
| Klasse | Fahrer        | Fahrer         | Fahrzeug    | Platzierung im Gesamtklassement |
| ------ | ------------- | -------------- | ----------- | ------------------------------- |
| P 3.0  | Jo Siffert    |                | Porsche 908 | Gesamtsieg                      |
| P 2.0  | Willy Kauhsen | Karl von Wendt | Porsche 910 | Rang 5                          |
| S 5.0  | Paul Hawkins  |                | Ford GT40   | Rang 3                          |
| S 2.0  | Helmut Marko  | Gerold Pankl   | Porsche 906 | Rang 9                          |

### Renndaten
- Gemeldet: 27
- Gestartet: 19
- Gewertet: 12
- Rennklassen: 4
- Zuschauer: unbekannt
- Wetter am Renntag: warm und trocken
- Streckenlänge: 3,200 km
- Fahrzeit des Siegerteams: 2:55:17,790 Stunden
- Gesamtrunden des Siegerteams: 157
- Gesamtdistanz des Siegerteams: 502,400 km
- Siegerschnitt: 171,960 km/h
- Pole Position: Jo Siffert – Porsche 908 (#1) – 1:04,860 = 177,723 km/h
- Schnellste Rennrunde: Jo Siffert – Porsche 908 (#1) – 1:04,820 = 177,720 km/h
- Rennserie: 9. Lauf zur Sportwagen-Weltmeisterschaft 1968